# Plocamopherus maderae
Plocamopherus maderae (R.T. Lowe, 1842) è un mollusco nudibranchio della famiglia Polyceridae.